# Molen van Beuvry
De Molen van Beuvry (ook: Moulin de Beuvry, Moulin du Ballon of Moulin Buret) is een windmolen te Beuvry.
Het is een torenmolen die gekenmerkt wordt door speklagen van baksteen en natuursteen. Zij fungeerde als korenmolen.

## Geschiedenis
Op de molenberg stond waarschijnlijk reeds in de 13e eeuw een standerdmolen. Een document uit 1450 toont aan dat deze molen toen toebehoorde aan de Heer van Beuvry. In de Franse tijd werd de molen onteigend en in 1794 werd hij verkocht aan particulieren. De huidige molen werd gebouwd in 1811. Ze heeft waarschijnlijk gefunctioneerd tot eind 19e eeuw, maar omstreeks 1900 had hij al geen wieken en geen staart meer.
Tijdens de Eerste Wereldoorlog deed de molen dienst als bunker. Men maakte gebruik van de dikke muren van de molen, en bracht op de eerste verdieping een betonlaag aan. Later werden de deuren dichtgemetseld en werd de toren aan de duiven gelaten, die er in grote aantallen nestelden.
In 1983 kwam de molen in bezit van de gemeente en in 1988 begonnen de herstelwerkzaamheden. Op 25 oktober 1992 werd de molen opnieuw ingewijd.